# モーツァルトのヴァイオリンソナタ
モーツァルトのヴァイオリンソナタは、ヴォルフガング・アマデウス・モーツァルトのヴァイオリンソナタを作品リストにし、詳細に述べたものである。

## 作品リスト
| K.            | K6.     | 作品タイトル ※（）内は新モーツァルト全集の番号        | 作曲年  | 備考                                                     |
| ------------- | ------- | ----------------------------------------------------- | ------- | -------------------------------------------------------- |
| 6             |         | ヴァイオリンソナタ第1番 ハ長調                        | 1762-64 |                                                          |
| 7             |         | ヴァイオリンソナタ第2番 ニ長調                        | 1763-64 |                                                          |
| 8             |         | ヴァイオリンソナタ第3番 変ロ長調                      | 1763-64 |                                                          |
| 9             |         | ヴァイオリンソナタ第4番 ト長調                        | 1764    |                                                          |
| 10            |         | ヴァイオリンソナタ第5番 変ロ長調                      | 1764    | またはフルート（チェロ任意）                             |
| 11            |         | ヴァイオリンソナタ第6番 ト長調                        | 1764    | またはフルート（チェロ任意）                             |
| 12            |         | ヴァイオリンソナタ第7番 イ長調                        | 1764    | またはフルート（チェロ任意）                             |
| 13            |         | ヴァイオリンソナタ第8番 ヘ長調                        | 1764    | またはフルート（チェロ任意）                             |
| 14            |         | ヴァイオリンソナタ第9番 ハ長調                        | 1764    | またはフルート（チェロ任意）                             |
| 15            |         | ヴァイオリンソナタ第10番 変ロ長調                     | 1764    | またはフルート（チェロ任意）                             |
| 26            |         | ヴァイオリンソナタ第11番（第5番） 変ホ長調            | 1766    |                                                          |
| 27            |         | ヴァイオリンソナタ第12番（第6番） ト長調              | 1766    |                                                          |
| 28            |         | ヴァイオリンソナタ第13番（第7番） ハ長調              | 1766    |                                                          |
| 29            |         | ヴァイオリンソナタ第14番（第8番） ニ長調              | 1766    |                                                          |
| 30            |         | ヴァイオリンソナタ第15番（第9番） ヘ長調              | 1766    |                                                          |
| 31            |         | ヴァイオリンソナタ第16番（第10番） 変ロ長調           | 1766    |                                                          |
| 46d           |         | ヴァイオリンとピアノ（チェロ）のためのソナタ ハ長調   | 1788    | ピアノソナタとされる場合もある                           |
| 46e           |         | ヴァイオリンとピアノ（チェロ）のためのソナタ ヘ長調   |         | ピアノソナタとされる場合もある                           |
| 55            | C 23.01 | ヴァイオリンソナタ ヘ長調                             |         | 偽作。『6つのロマンティック・ソナタ』                    |
| 56            | C 23.02 | ヴァイオリンソナタ ハ長調                             |         | 偽作。『6つのロマンティック・ソナタ』                    |
| 57            | C 23.03 | ヴァイオリンソナタ ヘ長調                             |         | 偽作。『6つのロマンティック・ソナタ』                    |
| 58            | C 23.04 | ヴァイオリンソナタ 変ホ長調                           |         | 偽作。『6つのロマンティック・ソナタ』                    |
| 59            | C 23.05 | ヴァイオリンソナタ ハ短調                             |         | 偽作。『6つのロマンティック・ソナタ』                    |
| 60            | C 23.06 | ヴァイオリンソナタ ホ短調                             |         | 偽作。『6つのロマンティック・ソナタ』                    |
| 61            | C 23.07 | ヴァイオリンソナタ イ長調                             |         | 偽作=H.F.ラウパッハ作                                    |
| 296           |         | ヴァイオリンソナタ第17番 ハ長調                       | 1778    |                                                          |
| 301           | 293a    | ヴァイオリンソナタ第18番（第11番） ト長調             | 1778    |                                                          |
| 302           | 293b    | ヴァイオリンソナタ第19番（第12番） 変ホ長調           | 1778    |                                                          |
| 303           | 293c    | ヴァイオリンソナタ第20番（第13番） ハ長調             | 1778    |                                                          |
| 304           | 300c    | ヴァイオリンソナタ第21番（第14番） ホ短調             | 1778    |                                                          |
| 305           | 293d    | ヴァイオリンソナタ第22番（第15番） イ長調             | 1778    |                                                          |
| 306           | 300l    | ヴァイオリンソナタ第23番（第16番） ニ長調             | 1778    |                                                          |
| 359           | 374a    | 『羊飼いの娘セリメーヌ』の主題による12の変奏曲 ト長調 | 1781    |                                                          |
| 360           | 374b    | 『泉のほとりで』の主題による6つの変奏曲 ト短調        | 1781    | かつて主題の曲名は『ああ、私は恋人を失った』とされていた |
| 372 (Anh. 49) |         | アレグロ 変ロ長調                                     | 1781    | 断片のみ、66小節                                         |
| 376           | 374d    | ヴァイオリンソナタ第32番（第20番） ヘ長調             | 1781    |                                                          |
| 377           | 374e    | ヴァイオリンソナタ第33番（第21番） ヘ長調             | 1781    |                                                          |
| 378           | 317d    | ヴァイオリンソナタ第34番（第18番） 変ロ長調           | 1779    |                                                          |
| 379           | 373a    | ヴァイオリンソナタ第35番（第19番） ト長調             | 1781    |                                                          |
| 380           | 374f    | ヴァイオリンソナタ第36番（第22番） 変ホ長調           | 1781    |                                                          |
| 396           | 385f    | アダージョ ハ短調                                     | 1782    | ヴァイオリンソナタ楽章、断片のみ                         |
| 402           | 385e    | ヴァイオリンソナタ第37番 イ長調                       | 1784    | アンダンテとフーガとも。フーガは断片のみ、91小節         |
| 403           | 385c    | ヴァイオリンソナタ第38番 ハ長調                       | 1784?   | アンダンテとアレグレットとも。断片のみ                   |
| 404           | 385d    | ヴァイオリンソナタ第39番 ハ長調                       | 1788    | アンダンテとアレグレットとも。断片のみ                   |
| 454           |         | ヴァイオリンソナタ第40番（第23番） 変ロ長調           | 1784    |                                                          |
| 481           |         | ヴァイオリンソナタ第41番（第24番） 変ホ長調           | 1785    |                                                          |
| 526           |         | ヴァイオリンソナタ第42番（第25番） イ長調             | 1787    |                                                          |
| 547           |         | ヴァイオリンソナタ第43番（第26番） ヘ長調             | 1788    |                                                          |
| Anh. 47       | 546a    | ヴァイオリンソナタ楽章 ト長調                         | 1789末  | 断片のみ、31小節                                         |
| Anh. 48       | 385E    | アレグロ イ長調                                       | 1784    | 断片のみ、34小節                                         |
| Anh. 50       | 526a    | ヴァイオリンソナタ楽章 イ長調                         | 1787    |                                                          |

かつては偽作であるK. 55からK. 61を含めた通し番号で呼ばれることもあったが、現在では偽作を除いた通し番号で呼ばれている（ただし、日本では依然として偽作を含めた通し番号で表記されることが多い）。
「新モーツァルト全集」では、チェロが追加されるK. 10からK. 15までの6曲が「ヴァイオリンソナタ」ではなく「ピアノ三重奏曲」として分類され除外されているほか、未完成の作品であるK. 372・K. 402 (385e)・K. 403 (385c)・K. 404 (385d) もナンバリングから外されている。

## 楽曲解説

### アダージョ ハ短調 K. 396 (385f)
1782年8月または9月にウィーンで作曲されたとされるヴァイオリンソナタの楽章である。断片のみで、全体は27小節まで残されている。